# Burmesische Badmintonmeisterschaft 1968
Die Burmesische Badmintonmeisterschaft 1968 fand in Rangun statt. Es war die 20. Auflage der nationalen Titelkämpfe von Myanmar (Burma) im Badminton.

## Titelträger
| Disziplin    | Sieger                     |
| ------------ | -------------------------- |
| Herreneinzel | Kyi Nyunt                  |
| Dameneinzel  | Myint Myint Khin           |
| Herrendoppel | Kyi Nyunt San Maung        |
| Damendoppel  | Ma Than Ngwe Khin Than Nwe |
| Mixed        | Kyi Nyunt Myint Myint Khin |